# MediEvil
MediEvil – gra platformowa wydana w październiku 1998 roku na konsolę PlayStation. Po uzyskaniu wyniku 400 tys. sprzedanych kopii w Europie, wydano wersję Platinum. W roku 2000 również tylko na PlayStation wydana została kontynuacja MediEvil 2. Pięć lat później na konsolę PSP wydano MediEvil: Resurrection, która jest remakiem pierwszej części. Od 2007 roku gra dostępna jest w serwisie PlayStation Store na konsole PSP i PlayStation 3, a od 2015 na PlayStation 4.

## Fabuła
Historia rozpoczyna się w roku 1286 kiedy czarnoksiężnik Zarok napada na królestwo króla Peregrina. Podczas decydującej bitwy główny bohater i jednocześnie ulubieniec króla Daniel Fortesque zostaje zabity przy pierwszej szarży strzałą z łuku. Aby nie stracić twarzy król opowiada nieprawdziwą historię o męstwie Fortesque i nadaje mu tytuł honorowy Sir. Po 100 latach czarnoksiężnik powraca i niefortunnie za pomocą magii budzi Sir Daniela, który ponownie musi stawić mu czoło oraz zasłużyć na nadany tytuł.

## Rozgrywka
Gracz steruje Sir Danielem widzianym z perspektywy trzeciej osoby. Podczas walki postać może używać zarówno broni białej jak i dystansowej.

## Wersja beta
Wczesna wersja gry zawierała mniejszą liczbę broni oraz nie występowały w niej tarcze i butelki z życiową energią. Skasowano dwa poziomy Dragon Chase oraz The Train Ride. Przed poziomem Inside the Asylum pojawia się 30-sekundowa wstawka FMV, której nie ma w oryginalnej wersji, mimo że filmik jest umieszczony na płycie. Na poziomie The Asylum Grounds zombie są ubrani na żółto.